# Нуайан-д’Алье
Нуайа́н-д’Алье́ (фр. Noyant-d'Allier) — коммуна во Франции, находится в регионе Овернь. Департамент коммуны — Алье. Входит в состав кантона Сувиньи. Округ коммуны — Мулен.
Код INSEE коммуны — 03202.

## Население
Население коммуны на 2008 год составляло 702 человека.
| 1962 | 1968 | 1975 | 1982 | 1990 | 1999 | 2008 |
| ---- | ---- | ---- | ---- | ---- | ---- | ---- |
| 1519 | 1733 | 1337 | 1091 | 921  | 820  | 702  |

## Экономика
В 2007 году среди 415 человек в трудоспособном возрасте (15—64 лет) 248 были экономически активными, 167 — неактивными (показатель активности — 59,8 %, в 1999 году было 58,3 %). Из 248 активных работали 196 человек (108 мужчин и 88 женщин), безработных было 52 (28 мужчин и 24 женщины). Среди 167 неактивных 27 человек были учениками или студентами, 65 — пенсионерами, 75 были неактивными по другим причинам.

## Достопримечательности
- Буддийская пагода
- Средневековый замок
- Музей горного дела
- Виадук Мессарж (длина — 160 м, высота — 25 м)

## Фотогалерея

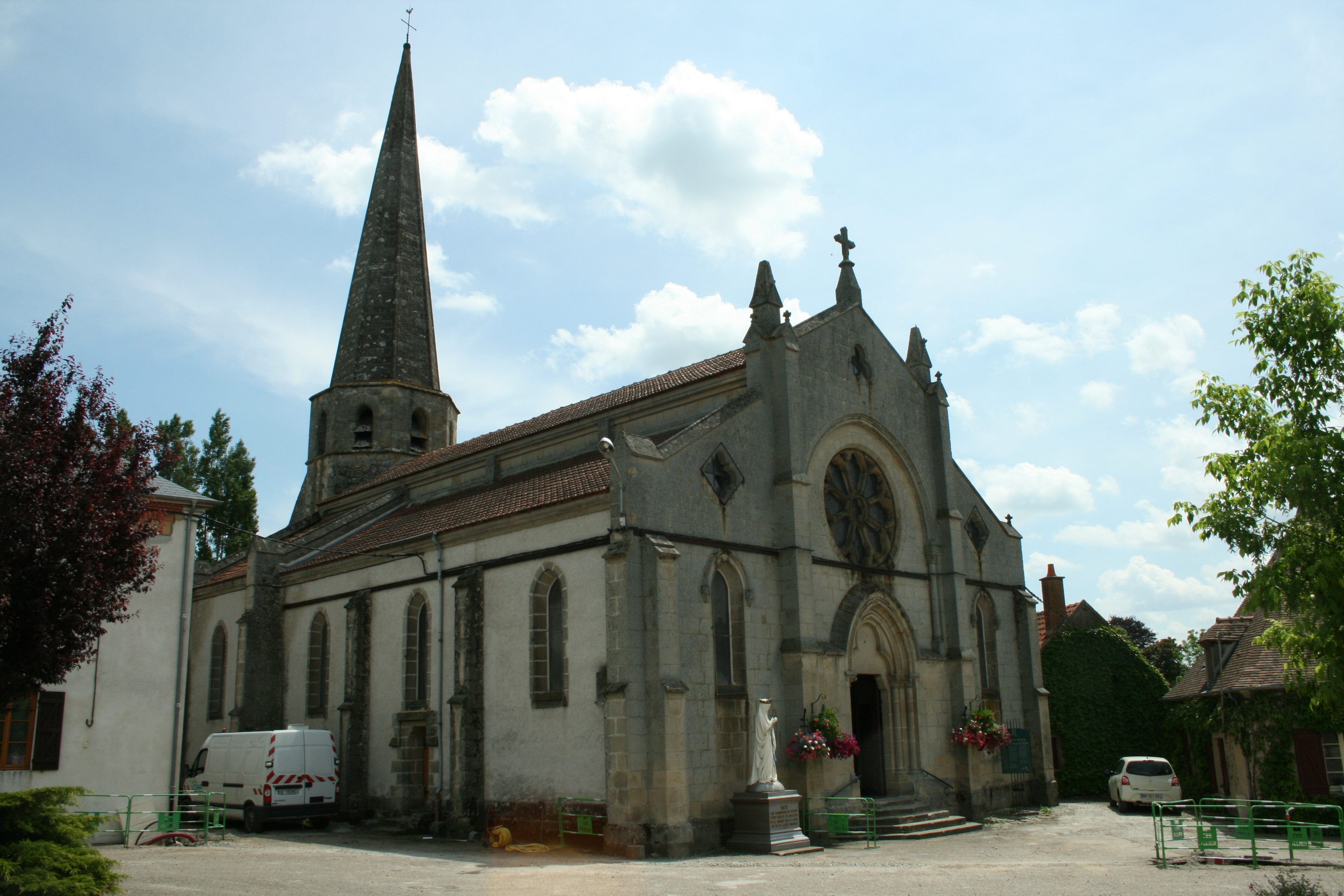
Церковь Сен-Мартен (1851)
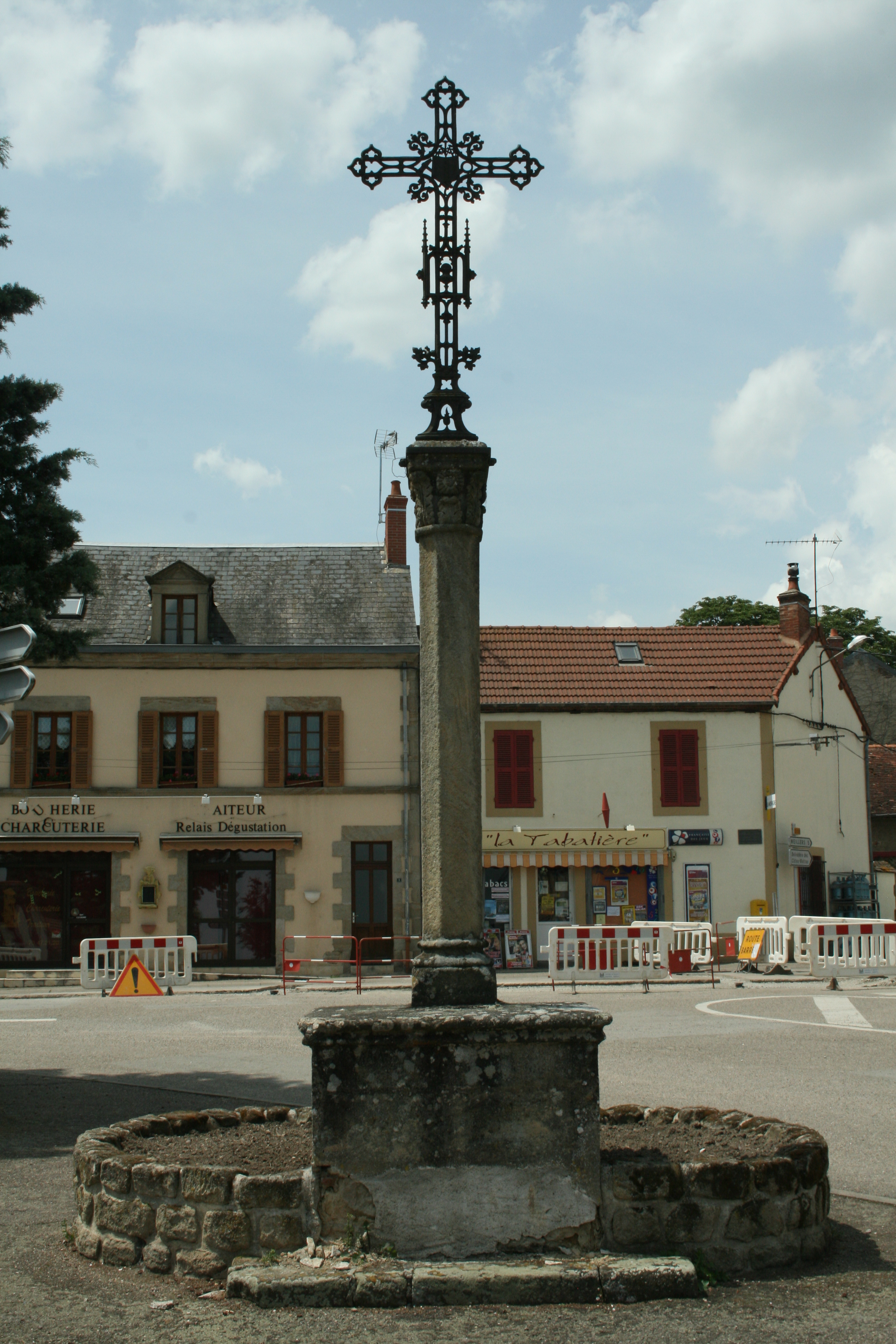
Крест
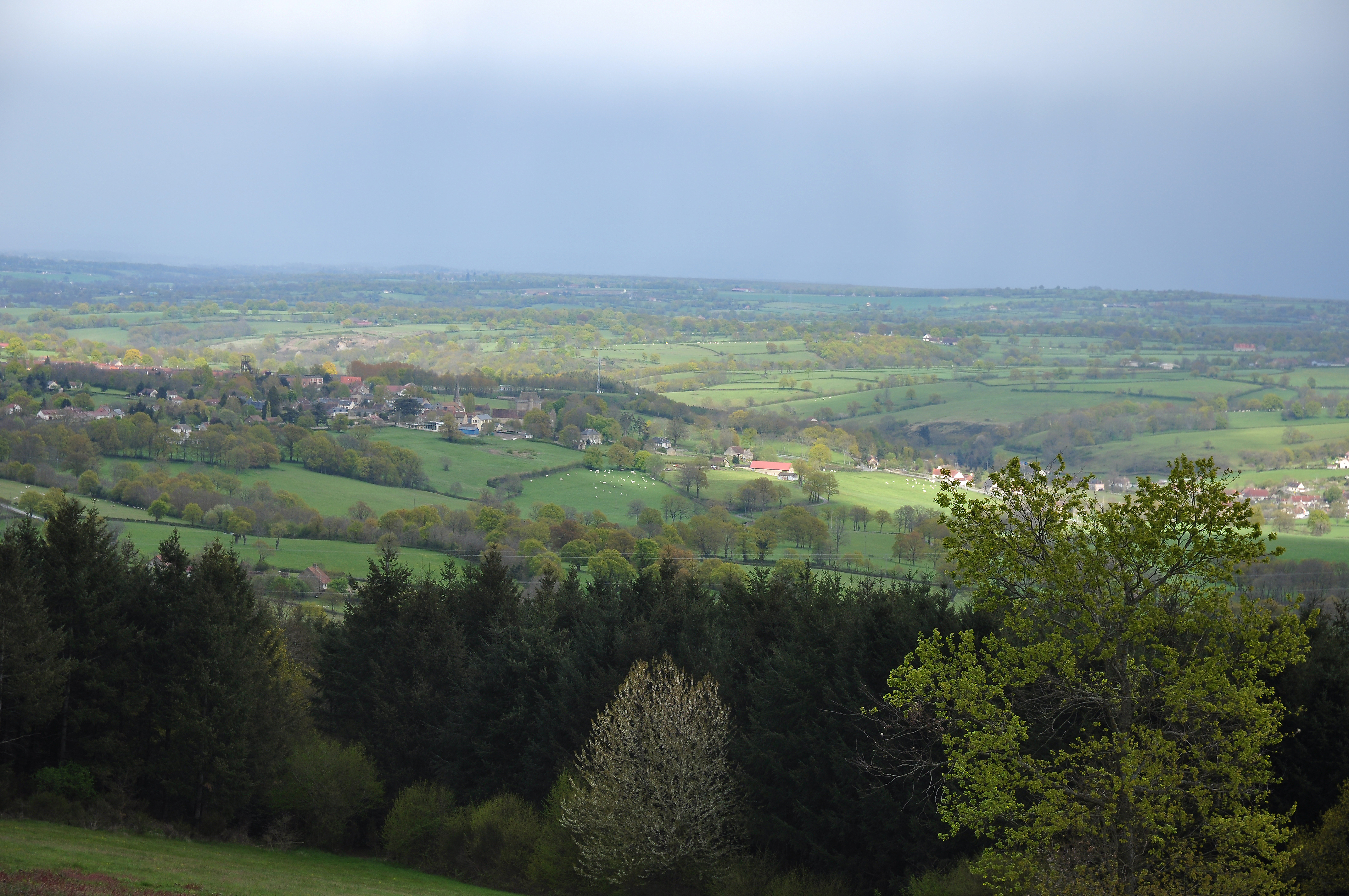
Вид на Нуайан-д’Алье
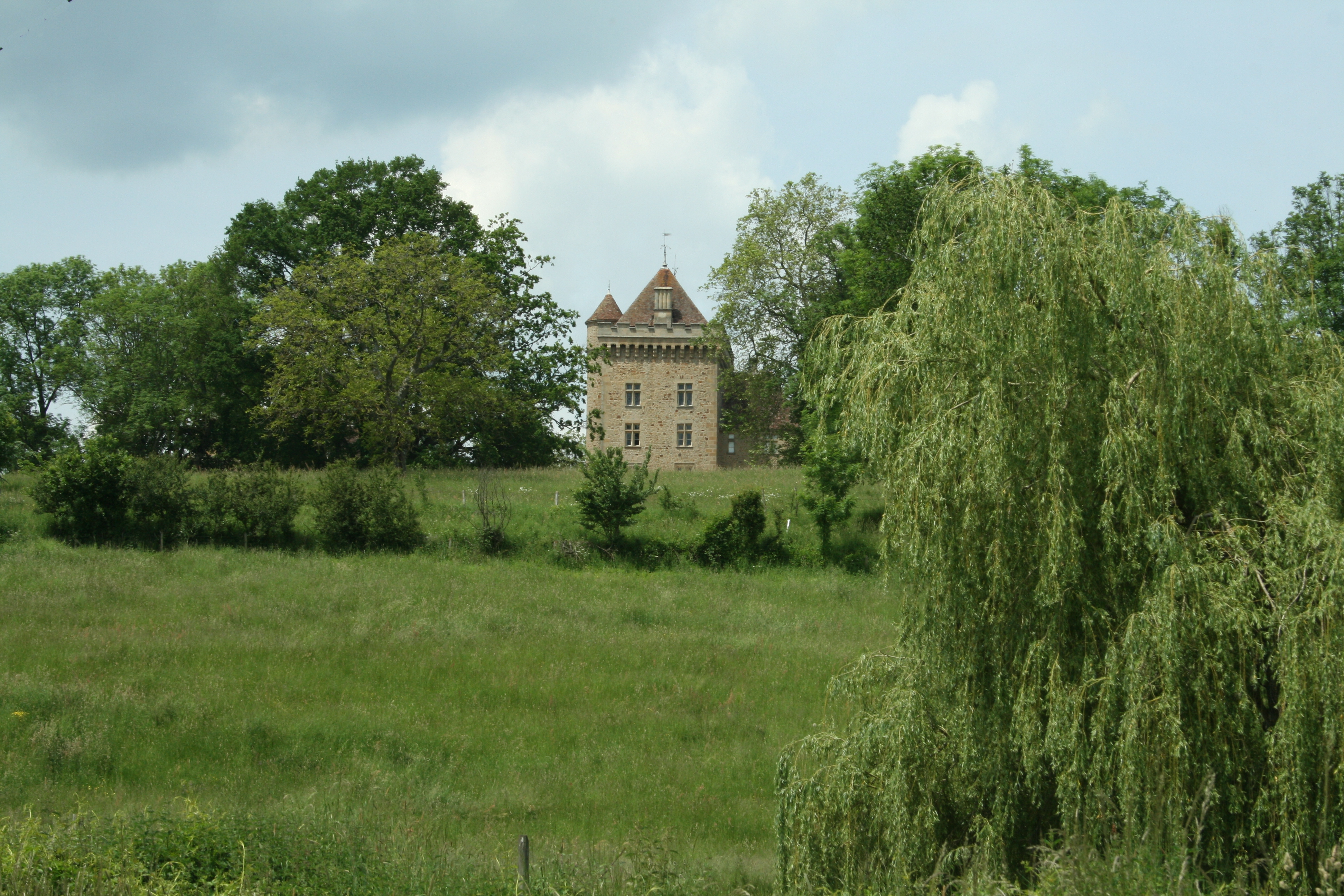
Замок